# Harriet Kavanagh
Lady Harriet Kavanagh (13 octobre 1799 - 14 juillet 1885) est une artiste, voyageuse et antiquaire irlandaise. Elle est décrite comme une « femme de haute culture et d'un pouvoir artistique inhabituel ». Elle est sans doute la première voyageuse irlandaise en Égypte.

## Petite enfance et famille
Harriet Kavanagh naît Lady Harriet Margaret Le Poer Trench le 13 octobre 1799. Elle est la deuxième fille de Richard Le Poer Trench et Henrietta Margaret Le Poer Trench (née Staples). Elle a trois frères et trois sœurs. Elle épouse Thomas Kavanagh de Borris House dans le comté de Carlow le 28 février 1825, comme sa deuxième épouse. Le couple a quatre enfants, trois fils Charles, Thomas, Arthur et une fille, Harriet ou "Hoddy".
Son troisième fils, Arthur MacMorrough Kavanagh, est né sans membres complètement formés. Certains attribuent l'invalidité à la malédiction d'une paysanne, tandis que d'autres ont émis l'hypothèse que c'était dû à Lady Kavanagh prenant du laudanum pendant sa grossesse. Kavanagh refuse de traiter son fils différemment de ses frères et sœurs et, avec l'aide du médecin local Francis Boxwell, l'élève comme un enfant normal. Au cours de sa formation initiale, Kavanagh enseigne à Arthur elle-même, lui apprenant à peindre puis à écrire en tenant des pinceaux et des stylos dans sa bouche. Avec l'aide du chirurgien Sir Philip Crampton, elle construit un fauteuil roulant mécanique pour Arthur et l'encourage également à monter à cheval et à se livrer à d'autres activités de plein air. Le mari de Kavanagh meurt après 12 ans de mariage, en 1837.

## En voyageant
En 1846, Kavanagh emmene ses enfants apprendre le français à Saint-Germain-en-Laye, puis se rendit à Rome. En tant qu'antiquaire, Kavanagh voulait également visiter l'Égypte et la Terre Sainte, partant pour le long voyage de Marseille en octobre 1846. Elle est accompagnée de sa fille, Harriet, de ses deux fils, Thomas et Arthur, et de leur tuteur, le révérend. David Wood. Au Caire, elle loue deux felouques avec des équipages arabes et visite des sites archéologiques le long du Nil, tels que Thèbes, Karnak et la région de Nubie. De là, Kavanagh visite des sites d'intérêt biblique, y compris Tyr, Sidon et l'île de Roda. Elle négocie avec des chefs bédouins à Aqaba, en engageant des chameaux et des guides bédouins pour se rendre à Hébron. Pendant son séjour au Caire, Kavanagh fait la connaissance d'un certain nombre de ses concitoyens européens, notamment Sir Charles Murray, Sophia Lane Poole et Edward William Lane. Harriet Martineau voyagé avec le groupe du Caire en Terre Sainte.
Lors de sa visite à Jérusalem à Pâques 1847, elle est témoin d'une confrontation sur le contrôle des lieux saints entre prêtres catholiques romains et orthodoxes. Elle visite ensuite Petra, la péninsule du Sinaï, Beyrouth, Smyrne et Constantinople. Le groupe passe un deuxième hiver en Égypte avant de se rendre en mer Noire avant de retourner à Marseille en avril 1848. La plupart de ces voyages sont effectués à cheval ou à dos de chameau, une traversée du désert ayant duré 36 jours. Kavanagh commente ensuite ses voyages en tant que femme, déclarant « un danger assez important pour en faire une entreprise très excitante ».
En 1850 et 1852, Kavanagh se rendit à Corfou, revenant à Borris avec des échantillons de dentelles grecques. Elle apprend à plusieurs de ses locataires à copier ces dessins, ce qui a conduit à la création d'une industrie locale de la dentelle. Elle est élue à la Kilkenny Archaeological Society en 1851.

## Fin de vie
Kavanagh déménage à Ballyragget Lodge dans le comté de Kilkenny en 1860. Elle y meurt le 14 juillet 1885. Elle est enterrée à l'abbaye de St Mullin à Borris. Kavanagh a documenté ses voyages dans des journaux, avec des dessins et des peintures des sites qu'elle a visités. Ceux-ci sont conservés par la famille Kavanagh, ainsi qu'un portrait à l'huile et un autoportrait. Sa collection d'environ 300 antiquités égyptiennes est donnée à la Royal Society of Antiquaries of Ireland après sa mort. Ces collections sont ensuite transférées au musée national d'Irlande et constituent un élément central de la collection égyptienne du Musée. Des copies de deux de ses aquarelles, un autoportrait et un paysage sont exposés au Musée.